# Берестейская (станция метро)
«Бересте́йская» (укр. «Бересте́йська»,  (слушать)о файле) — 12-я станция Киевского метрополитена. Находится в Шевченковском районе. Расположена на Святошинско-Броварской линии между станциями «Нивки» и «Шулявская».
Одна из 5 станций Киевского метрополитена, которая в 2022 году была предложена к переименованию, наряду с «Героев Днепра», «Дружбы народов», «Минская», «Площадь Льва Толстого».

## История
Открыта 5 ноября 1971 года под названием «Октябрьская». Позднее использовалось украинизированное название «Жовтнева». Нынешнее название — со 2 февраля 1993 года, происходит от украиноязычного топонима Берестя (Брест), а также от Брест-Литовского проспекта (сейчас — Берестейский проспект), где находится станция. Пассажиропоток — 21,8 тыс. чел./сутки.
В начале 1970-х годов в советской архитектуре ещё доминировала идея о лишении сооружений «архитектурных излишеств», поэтому станция была построена по типовому проекту из сборных железобетонных элементов. Однако ряд архитектурных приемов помогли сделать образ более выразительным, чему, в том числе, помог перепад объёмов центрального зала и кассового вестибюля.

## Описание
Станция мелкого заложения. Имеет подземный зал с посадочной платформой островного типа. Своды зала опираются на два ряда колонн. Зал станции соединен с подземным вестибюлем лестницей на спуск и двухленточным эскалатором, работающим на подъём.
Колонны покрыты профилями и панелями из нержавеющей стали. Пластика путевой стены с декоративными решетками и подшивной потолок по центру платформы свидетельствуют о том, что времена аскетизма в архитектуре проходят. Торец центрального зала станции облицован красно-коричневым мрамором. До начала 1990-х годов  там размещались кованый барельеф и фраза В. И. Ленина «Октябрьская революция открыла новую эру всемирной истории…» (скульптор Болеслав Карловский).
Наземный вестибюль отсутствует, вход в подземный вестибюль совмещён с пешеходными переходами, выходящими на обе стороны проспекта Победы. Стены и колонны подземного перехода и вестибюля облицованы плитами из белого полированного мрамора.
В 1973 году архитекторов — авторов проектов станций «Октябрьская» и «Святошино» выдвигали на соискание Государственной премии УССР им. Т. Г. Шевченко.
Летом 2015 года в оформлении станции была демонтирована коммунистическая символика.

## Изображения

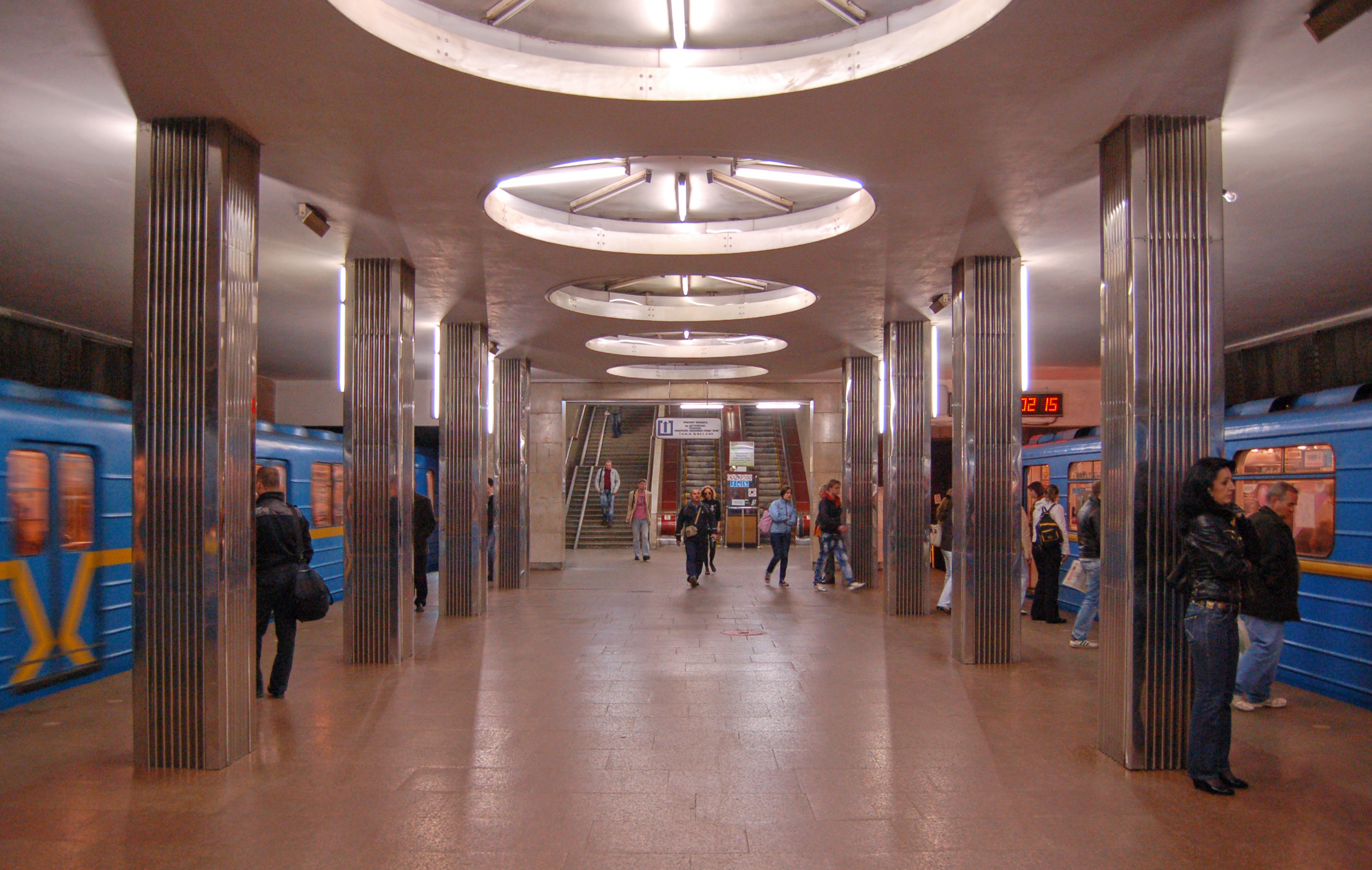
Платформа, вид в сторону эскалаторов
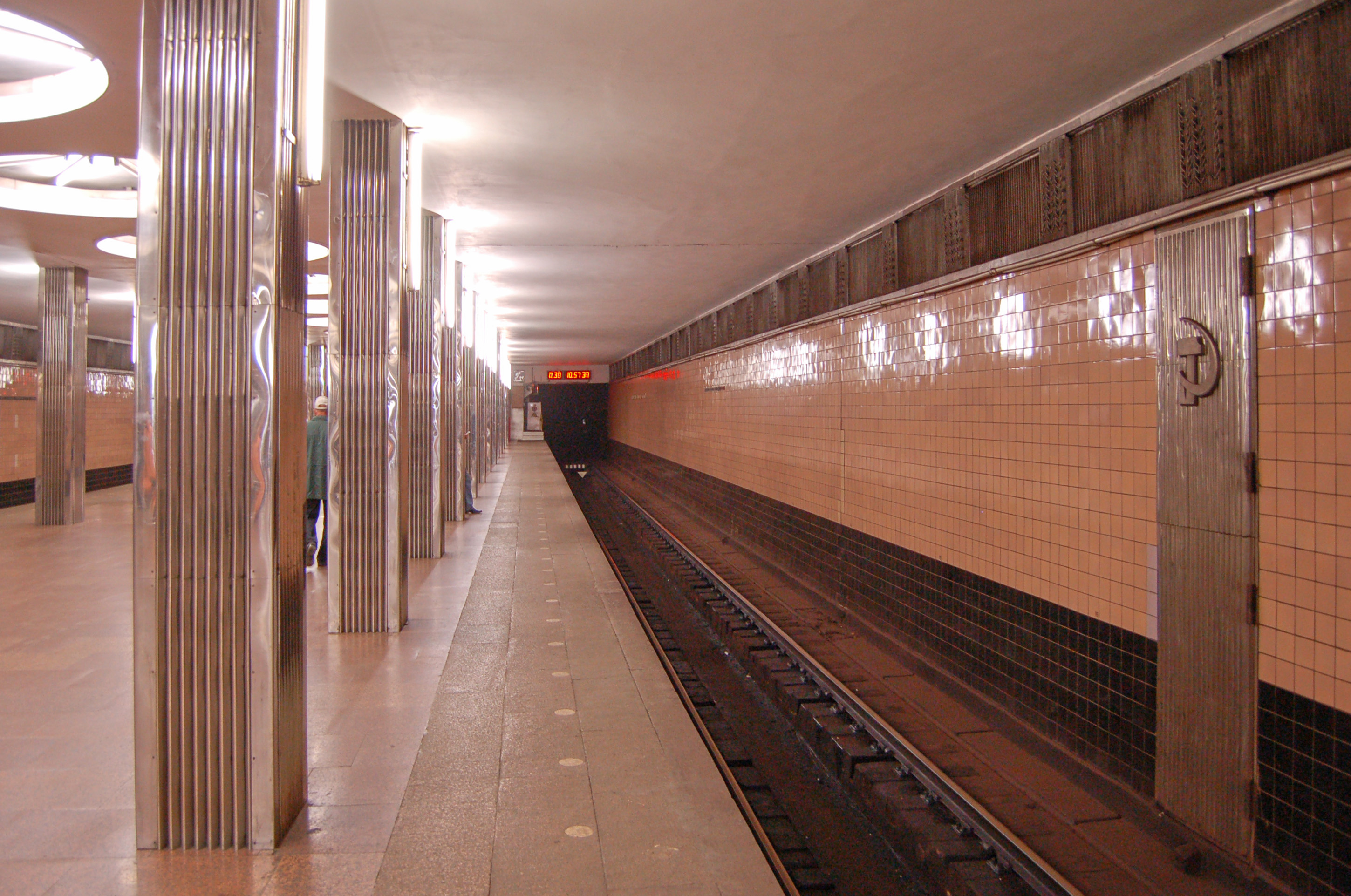
Посадочная платформа
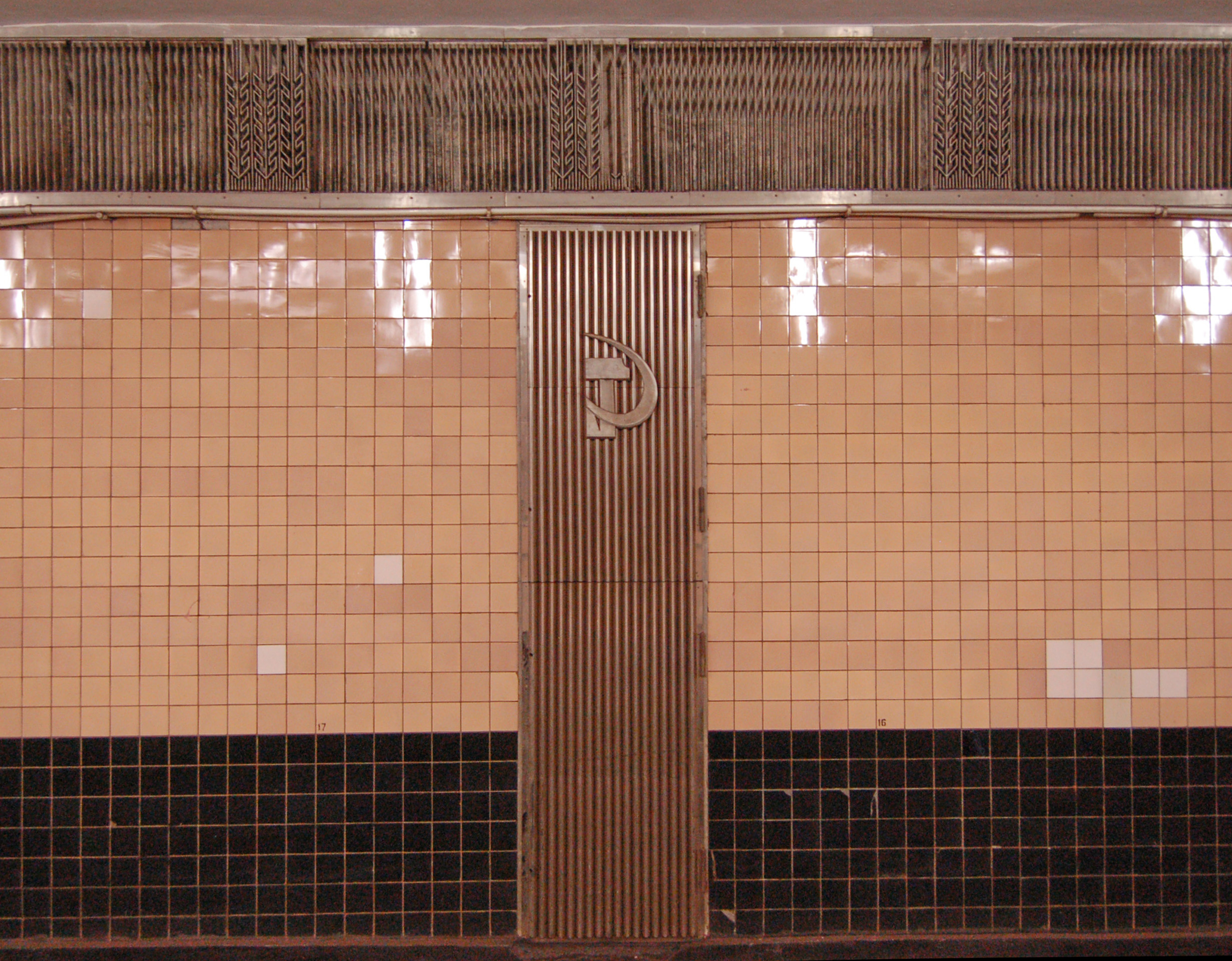
Дверца на путевой стене. Серп и молот демонтированы летом 2015 года
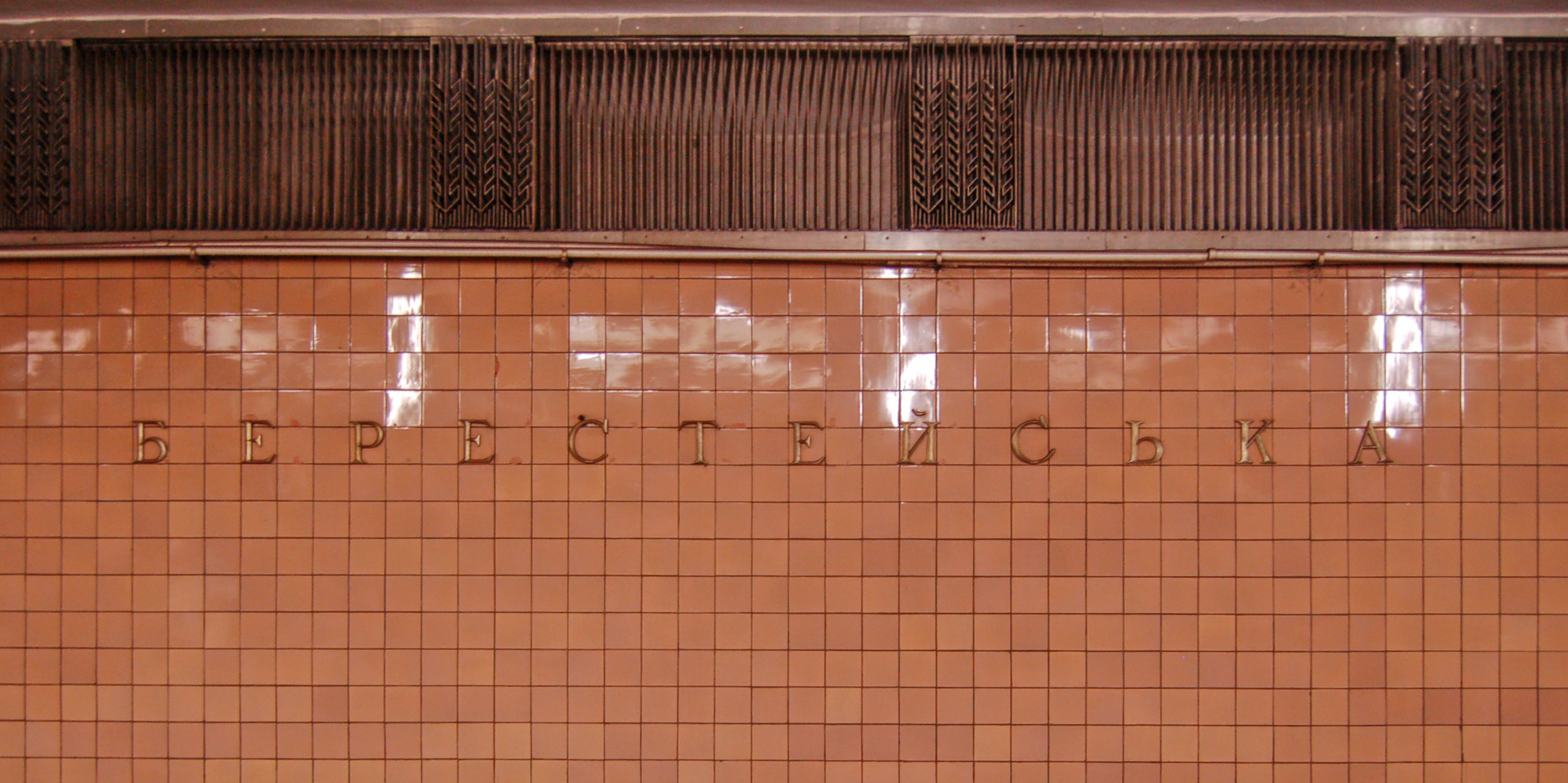
Название на путевой стене

## Режим работы
Открытие — 5:39, закрытие — 0:11
Отправление первого поезда в направлении:

ст. «Лесная» — 5:44

ст. «Академгородок» — 6:05
Отправление последнего поезда в направлении:

ст. «Лесная» — 0:13

ст. «Академгородок» — 0:34